# Премія «Енні» за найкращий анімаційний повнометражний фільм
Премія «Енні» за найкращий анімаційний повнометражний фільм — нагорода премії «Енні», створена в 1992 році. Щорічно вручається за найкращий анімаційний повнометражний фільм. У 1998 році нагорода була перейменована в «Найвидатніше досягнення анімаційного повнометражного фільму», але у 2001 році оригінальну назву повернули назад. З моменту створення премії «Оскар» за найкращий анімаційний повнометражний фільм у 2001 році, переможці обох премій в цій категорії щороку збігалися, окрім 2006, 2008, 2010, 2012 та 2014 років.

## Список номінантів та лауреатів
- † – означає лауреата премії «Оскар» за найкращий анімаційний повнометражний фільм
- ‡ – означає номінанта на премію «Оскар» за найкращий анімаційний повнометражний фільм

### 2010-ті
| Рік  | Фільм                                 | Студія                                        | Дж    |
| ---- | ------------------------------------- | --------------------------------------------- | ----- |
| 2015 | Думками навиворіт †                   | Pixar / Walt Disney Pictures                  | [ 1 ] |
| 2015 | Аномаліза ‡                           | Paramount Pictures                            | [ 1 ] |
| 2015 | Баранчик Шон ‡                        | Aardman Animations                            | [ 1 ] |
| 2015 | Добрий динозавр                       | Pixar / Walt Disney Pictures                  | [ 1 ] |
| 2015 | Снупі та Чарлі Браун: Дрібнота у кіно | 20th Century Fox Animation / Blue Sky Studios | [ 1 ] |
| 2016 | Ваяна                                 | Walt Disney Animation Studios                 | [ 2 ] |
| 2016 | Зоотрополіс                           | Walt Disney Animation Studios                 | [ 2 ] |
| 2016 | Кубо і легенда самурая                | Laika                                         | [ 2 ] |
| 2016 | Панда Кунг-Фу 3                       | DreamWorks Animation                          | [ 2 ] |
| 2016 | У пошуках Дорі                        | Pixar / Walt Disney Pictures                  | [ 2 ] |